# 马纳波尔斯
马纳波尔斯（Mana Pools）是津巴布韦的一处生物保护区，位于津巴布韦北部赞比西河下游。每年雨季，该地的漫滩都会聚集大量河水形成湖泊。水逐渐退去后，又会吸引大量动物前来寻找水源。这里是非洲最著名的售卖丛林肉的地区之一。该地于1984年列入联合国教科文组织世界遗产，登录名称为马纳波尔斯国家公园、萨比和切俄雷自然保护区。

## 词源
“马纳”在修纳语中的意思是“四”，所以马纳波尔斯意即“四潭湖”，这是指津巴布韦中部迂回曲折的四潭永久存在的湖。马纳波尔斯目前是一座国家公园。

## 世界遗产
马纳波尔斯国家公园、萨比和切俄雷自然保护区于1984年列入联合国教科文组织世界遗产，总面积6766 km²。其中，马纳波尔斯国家公园面积2196 km²，萨比自然保护区面积3390 km²，切俄雷自然保护区面积1180 km²。

### 登录基准
该世界遗产被认为满足世界遺產登錄基準中的以下基準而予以登錄：
- （vii）包含出色的自然美景与美学重要性的自然现象或地区。
- （ix）在陆上、淡水、沿海及海洋生态系统及动植物群的演化与发展上，代表持续进行中的生态学及生物学过程的显著例子。
- （x）拥有最重要及显著的多元性生物自然生态栖息地，包含从保育或科学的角度来看，符合普世价值的濒临绝种动物种。